# Philodendron giganteum
Philodendron giganteum is een plant uit de aronskelkfamilie. Hij groeit onder meer op de Kleine Antillen.

## Ontdekking
De plant werd het eerst beschreven door Heinrich Wilhelm Schott in 1856, waarbij hij de resultaten documenteerde van een Oostenrijkse expeditie door Brazilië tussen 1817 en 1820.

## Voorkomen
Philodendron giganteum komt voor in tropische regenwouden en nevelwouden van het Caribisch Gebied en het noordoosten van Zuid-Amerika (Venezuela en Brazilië). Eilanden waar de plant gevonden is, zijn Dominica, Guadeloupe, Martinique,  Montserrat, Puerto Rico, Saint Kitts, Saint Vincent, Trinidad en Tobago, en de Maagdeneilanden. Op de Kleine Antillen groeit de soort op Saba in het natuurreservaat Saba National Land Park en op St. Eustatius.

## Beschrijving
Opvallend is het formaat van de bladeren. Vaak zijn deze in volgroeide vorm tussen 40–60 cm breed en 50–80 cm lang. In de vrije natuur kunnen zij veel groter worden, er is zelfs een blad van 1,9 meter lengte gemeten. De plant groeit zowel op de bodem als epifytisch en op rots. De vergelijkbare maar kleinere Philodendron scandens wordt gebruikt als kamerplant.

## Afbeeldingen

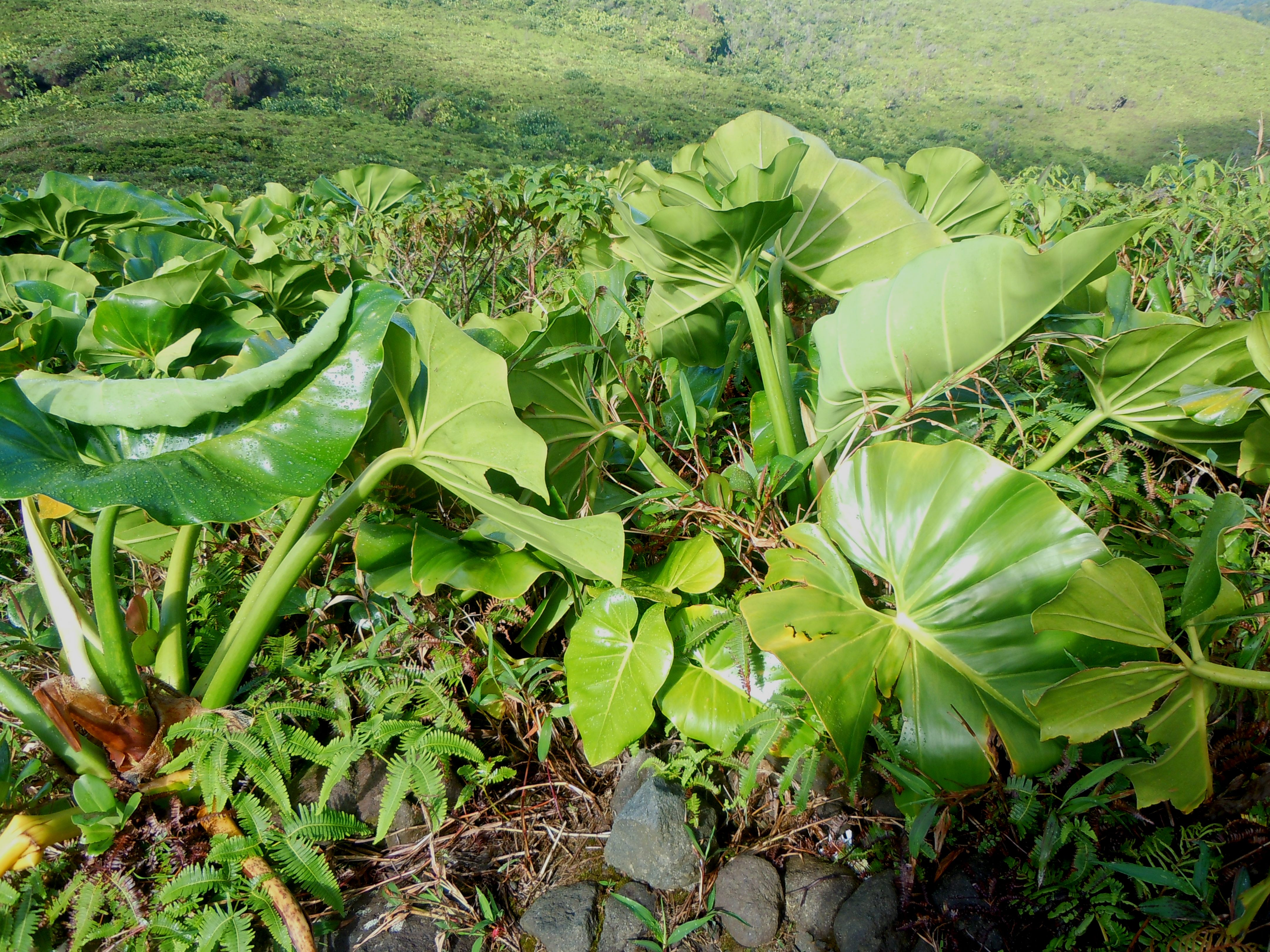
Op de bodem groeiende planten
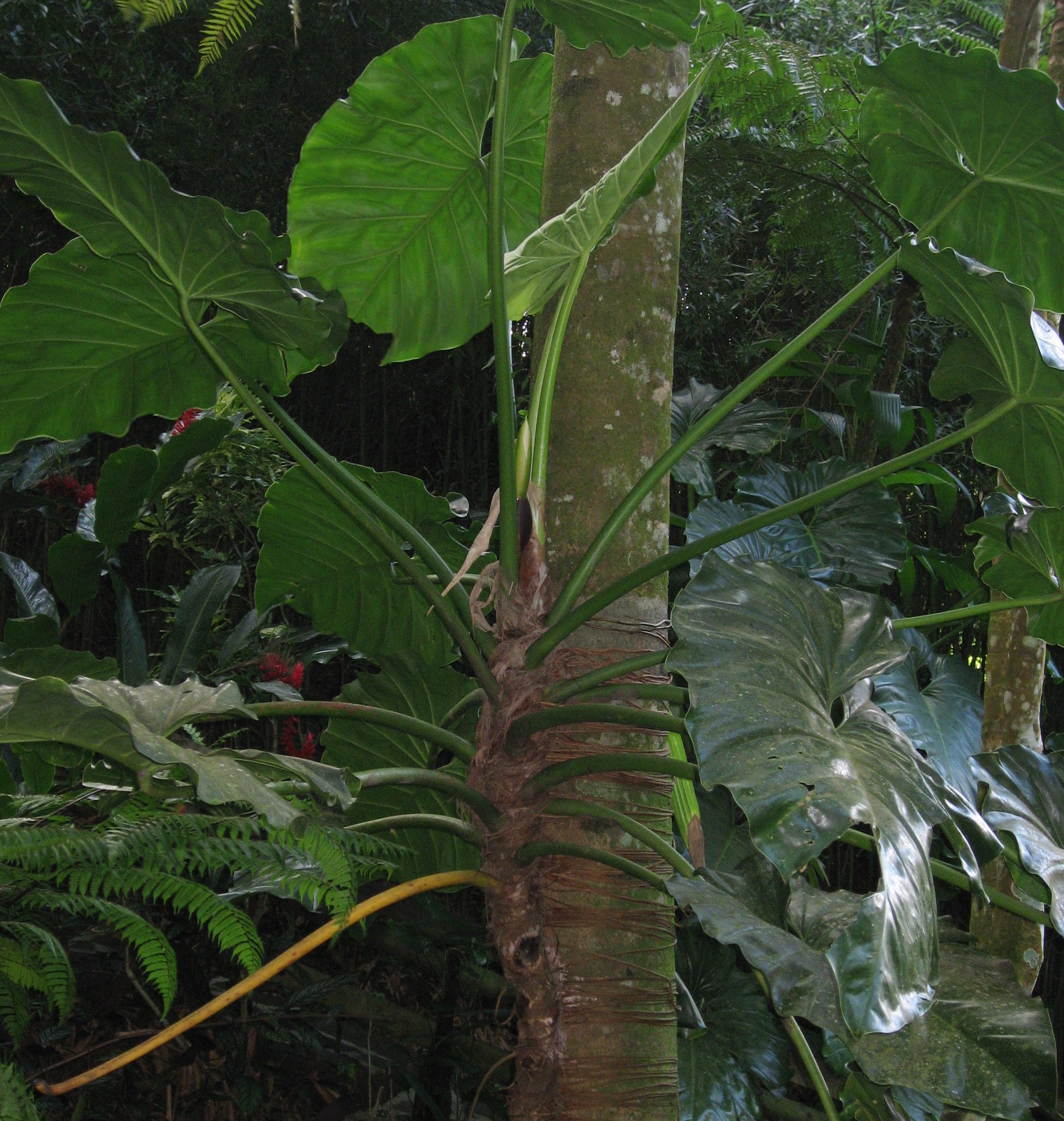
Epifytische groei
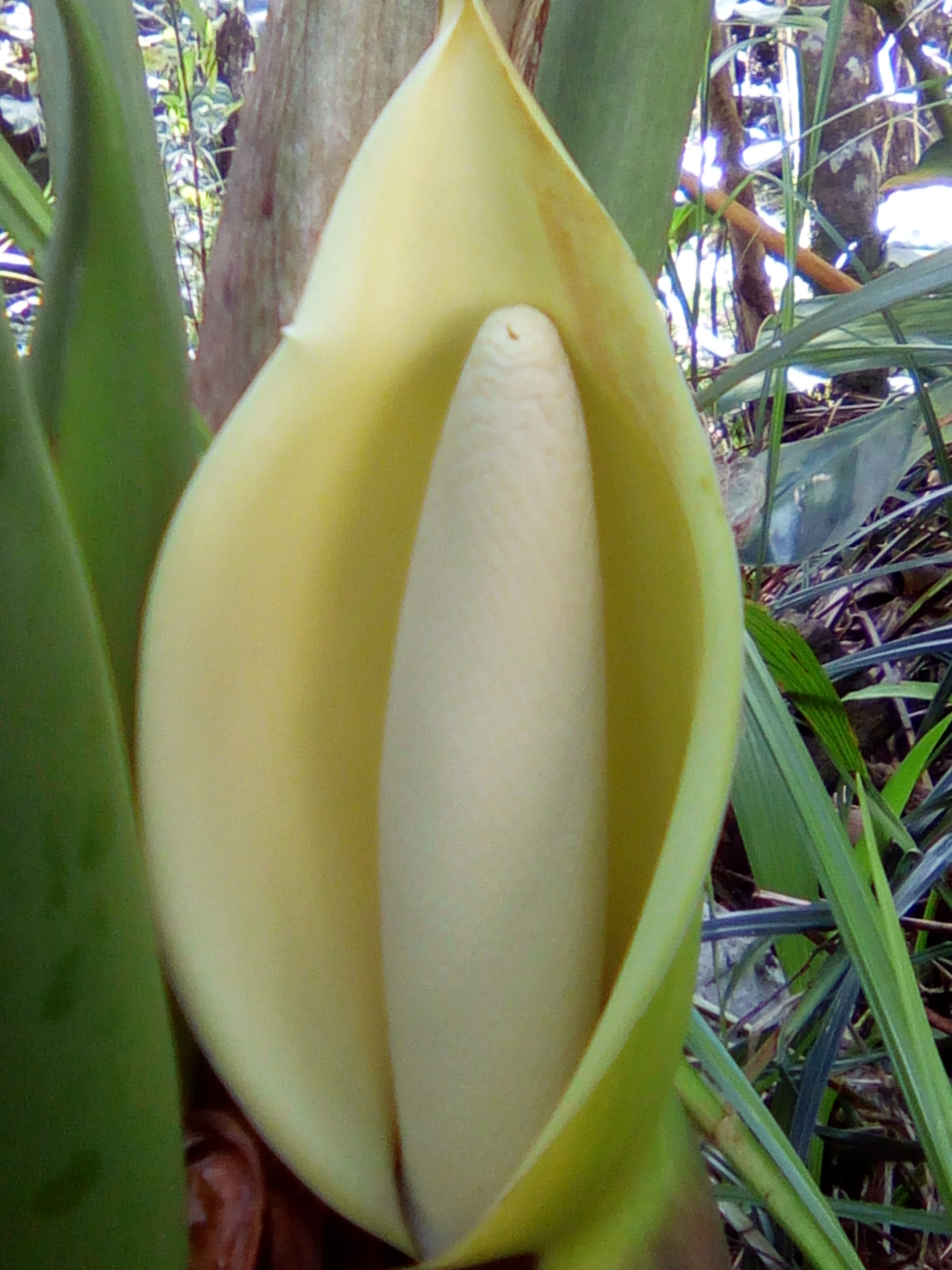
Bloeiwijze